# Zentrierbolzen
Ein Zentrierbolzen bzw. Zentrierring wird u. a. bei der Montage von Autofelgen verwendet, um die Felge exakt und passend auf die Radnabe zu setzen, so dass diese durch die Radmuttern einfach verbunden werden kann.
Ebenso finden Zentrierbolzen im Gerüstbau Verwendung, um Arbeits- und Traggerüste besser montieren zu können. Dafür gilt die EN 74-2 vom Januar 2009.